# Calendula suffruticosa
Espèce
Synonymes
- Calendula maderensis DC. (préféré par UICN)

Statut de conservation UICN

 LC  : Préoccupation mineure
Calendula suffruticosa est une espèce de plantes à fleurs de la famille des Asteraceae.

## Liste des sous-espèces
Selon The Plant List (4 octobre 2013) :
- sous-espèce Calendula suffruticosa subsp. boissieri Lanza ;
- sous-espèce Calendula suffruticosa subsp. fulgida (Raf.) Guadagno ;
- sous-espèce Calendula suffruticosa subsp. monardii (Boiss. & Reut.) Ohle ;
- sous-espèce Calendula suffruticosa subsp. suffruticosa Vahl ;
- sous-espèce Calendula suffruticosa subsp. tlemcensis Ohle.

Selon Tropicos (4 octobre 2013) (Attention liste brute contenant possiblement des synonymes) :
- sous-espèce Calendula suffruticosa subsp. algarbiensis (Boiss.) Nyman ;
- sous-espèce Calendula suffruticosa subsp. fulgida Ohle ;
- sous-espèce Calendula suffruticosa subsp. lusitanica Ohle ;
- sous-espèce Calendula suffruticosa subsp. maderensis (DC.) Govaerts ;
- sous-espèce Calendula suffruticosa subsp. suffruticosa ;
- sous-espèce Calendula suffruticosa subsp. tomentosa Murb.